# Galumna banksi
Galumna banksi är en kvalsterart som beskrevs av Arthur P. Jacot 1929. Galumna banksi ingår i släktet Galumna och familjen Galumnidae. Inga underarter finns listade i Catalogue of Life.